# 西园街道 (合肥市)
西园街道，是中华人民共和国安徽省合肥市蜀山区下辖的一个乡镇级行政单位。

## 行政区划
西园街道下辖以下地区：
光明社区、美虹社区、安居苑社区、汉嘉社区、七里塘社区和岳西新村社区。